# Leitender Ingenieur

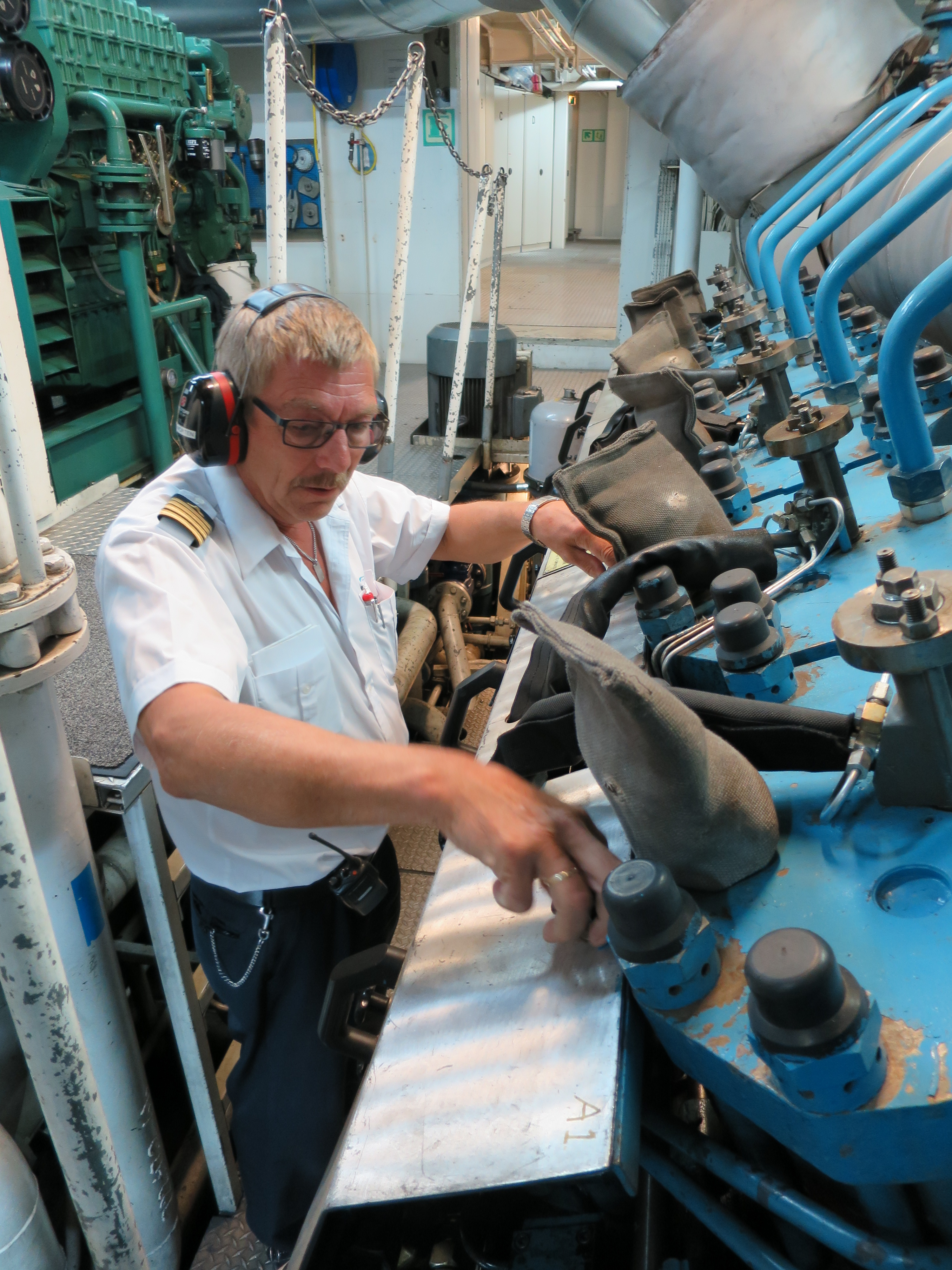
Leitender Ingenieur auf der Bastø II

Der Leitende Ingenieur (LI, auch Leitender Technischer Offizier) auf einem Schiff ist verantwortlich für den vorschriftgemäßen, sicheren und effizienten Betrieb der Maschinenanlage und sämtlicher Hilfsaggregate an Bord. Er ist Vorgesetzter der eventuellen weiteren Technischen Offiziere (Schiffsingenieure) sowie der Besatzungsmitglieder des Bereiches Maschine.
Im Rahmen seiner Verantwortlichkeiten berichtet der Leitende Technische Offizier nicht nur an den Kapitän an Bord, sondern auch an die technische Inspektion an Land.
Der Leitende Technische Offizier ist Inhaber des Befähigungszeugnisses „Leiter der Maschinenanlage“ ("Certificate of Competency Chief Engineer Officer") und z. B. auf einem Containerschiff im 21. Jahrhundert stehen ihm meist ein Zweiter Technischer Schiffsoffizier ("2nd Eng."), ein Technischer Wachoffizier ("3rd Eng.") und ein Ingenieur für Elektrotechnik („Elec“) zur Seite.
Der LI muss über ein entsprechendes Patent verfügen, das er nach einem Studium erwerben kann, und hat den Rang eines Nautischen Offiziers.
Auf kleineren Fahrzeugen, auf denen kein Offizier in entsprechender Funktion mitfährt, wird analog oft der höchste Dienstgrad der technischen Abteilung, etwa ein Bootsmann, als „Leitender“ angesprochen, obwohl dieser die Stellung formal nicht innehat.
Auf U-Booten hat der Leitende Ingenieur zusätzlich das Kommando für die Bedienung des Tiefenruders und der Tauch- und Regelzellen, mit denen die Tauchtiefe gesteuert wird. Um durch Veränderung der Gewichtsverteilung den Tauchvorgang zu beschleunigen oder zu bremsen, gibt er auch Befehle an die ganze Mannschaft, sich je nach Lage in den vorderen oder hinteren Teil des Bootes zu begeben.
Auf englischen und amerikanischen Schiffen wird der entsprechende Offiziersrang als Chief Engineer oder kurz Chief bezeichnet, wobei sich diese Bezeichnung in der gesamten kommerziellen Schifffahrt etabliert hat.